# Straight Up
"Straight Up" är en hiphop-inspirerad R&B-låt framförd av den amerikanska sångerskan Chanté Moore, komponerad av Jermaine Dupri, Bryan-Michael Cox och Lil' Mo till Moores fjärde studioalbum Exposed (2000).
"Straight Up" är en upptempo-låt med kraftig basgång och sensuellt laddat tema. Detta var resultatet efter Moores önskan att utforska ett nytt artistiskt område. Låten förmedlade sångerskans nya sexuella och proaktiva image till fans och andra lyssnare. Billboard beskrev spåret som "svängigt", "sofistikerat" och "lekfullt". "Straight Up" släpptes som den ledande singeln från Moores album den 10 oktober 2000. Låten misslyckades att framgångsrikt slå igenom på popmarknaden och tog sig enbart till en 83:e plats på Billboard Hot 100. Moores singel hade avsevärt större framgång på USA:s R&B-lista Hot R&B/Hip-Hop Songs där den nådde en 22:a plats. Internationellt blir "Straight Up" en av sångerskans framgångsrikaste musiksinglar till dato. I Belgien nådde låten en 12:e plats och uppehöll sig på listan i tolv veckor. I Frankrike klättrade spåret till en 22:a plats och tillbringadeade 17 veckor på den topplistan. I Storbritannien tog sig låten till en 11:e plats på landets officiella singellista UK Singles Chart. "Straight Up" blev en av Jermaine Dupris framgångsrikaste singlar år 2000.
En musikvideo till singeln regisserades. I oktobers utgåva av Billboard Magazine hade videon klättat till en 39:e plats på BET:s mest visade videor.

## Format och innehållsförteckningar
| - Amerikansk CD-singel 1. "Straight Up" (Radio Edit) - 3:42 2. "Straight Up" (Instrumental) - 3:42 3. "Straight Up" (Extended Mix) - 5:32 4. "Straight Up" (Acapella) - 3:42 - Brittisk promosingel 1. "Straight Up" (Radio Edit) - 3:42 | - Brittisk "12 vinyl 1. "Straight Up" (Club Mix) 2. "Straight Up" (Remix Instrumental) - Europeisk CD-singel 1. "Straight Up" (Radio Edit) - 3:42 2. "Straight Up" (Sunship Main Mix) - 5:27 |

## Listor
| Lista (2000/2001)                           | Topp position |
| ------------------------------------------- | ------------- |
| Frankrikes singellista                      | 22            |
| Nederländernas singellista                  | 37            |
| Schweiz singellista                         | 66            |
| Storbritanniens singellista                 | 11            |
| Amerikanska Billboard Hot 100               | 83            |
| Amerikanska Billboard Hot R&B/Hip-Hop Songs | 22            |